# دم‌پنبه‌ای نیوانگلند
دم‌پنبه‌ای نیوانگلند (نام علمی: Sylvilagus transitionalis) نام یک گونه از سرده خرگوشک دم‌پنبه‌ای است.